# 鹿台
鹿台（ろくだい）は、中国にあった建築物。別名南単台（南單台）とも呼ばれる。

## 概要
司馬遷によって編纂された中国の歴史書『史記』の「殷本紀」に登場する。
鹿台は古代中国の殷王朝31代目君主帝辛（紂王）が、妃である妲己の歓心をえるために建築したとされ、鹿台から周囲の国々を監視し、殷王朝の権力を誇示していたのだとされる。また、鹿台の建築は帝辛の悪王ぶりを示す挿話として有名な「酒池肉林」の始まりとされ、帝辛は鹿台の建築に莫大な税金を注ぎこみ、そのために国民を重税で苦しめることになる。
鹿台の周囲には多くの楼閣と亭が鹿台を囲むようにして建設された。鹿台と楼閣群が竣工すると、帝辛は臣下に命じて世界中から珍しい宝物を収集させ、鹿台の中を財で満たし、楼閣を豪奢に飾り立てて大庭園を造った。その美しさは「宛如海市蜃楼，恰似蓬莱仙境（まるで蜃気楼、あたかも蓬萊の仙境のようだ）」と詠われるほどだった。
その後、殷は周の君主武王との牧野の戦いで敗北し、国を制圧された帝辛は、火の海と化した鹿台に登って焼死し、残骸となった鹿台も武王によって破壊されたとされる。

## 鹿台の建築
現在の中国河南省淇県（当時の名称は朝歌）に鹿台は建築されたといわれる。施工には膨大な税金が投入され、実に7年もの年月をかけられた。
何人もの国民を危険な工事へかりだし多くの命を失ったため、これを機会に帝辛は大きく国民の信頼を欠くことになったと伝えられる。
また、殷王朝は祭政一致の神権政治により繁栄したため、一説には建築にあたって宗教儀礼的な意味合いで膨大な数の殉葬者（人柱）が捧げられていたともいわれる。

## 遺跡
唐の時代になり、焼け落ちて破壊された鹿台の旧跡に寺が建てられたという。寺には帝辛の愚行と鹿台建設に費やされた人民の功労、そして命の尊さを後代の人へ啓蒙する意味として「鹿台寺」と名づけられたが、現在は寺の遺跡が残るのみである。